# Häärmäni
Häärmäni is een plaats in de Estlandse gemeente Rõuge, provincie Võrumaa. De plaats heeft de status van dorp (Estisch: küla).
Het dorp hoorde tot oktober 2017 bij de gemeente Misso. In die maand werd Misso opgedeeld tussen Rõuge en Setomaa.

## Bevolking
De plaats had op 31 december 2011 geen inwoners meer. Ook bij de volkstelling van 31 december 2021 werden geen inwoners meer aangetroffen.

## Ligging
Het dorp ligt tegen de grens tussen de gemeenten Rõuge en Võru vald.

## Geschiedenis
Häärmäni werd in 1684 voor het eerst genoemd als Schilter Härman, een boerderij op het landgoed van Illingen (Misso). In 1688 heette de boerderij Schilter Herman Peter, in 1782 Hermanni Tomas. In 1820 was de boerderij onder de naam Hermanni een dorp geworden. In 1920 kreeg het de Estische naam Häärmani.
Tussen 1977 en 1997 maakten Häärmäni en het buurdorp Rebäse deel uit van Mauri. Rebäse was tussen 1997 en 2017 zelfstandig, maar werd in 2017 bij Häärmäni gevoegd.